# コードネームはファルコン (アルバム)
『コードネームはファルコン』（The Falcon and the Snowman）は、同名映画のサウンドトラックであり、パット・メセニーとライル・メイズが、作曲とプロデュースを担当した。デヴィッド・ボウイがボーカルで参加して大ヒットしたナンバー「This Is Not America」が収録されている。曲によってはオーケストラや合唱団が加わっているが、基本的にパット・メセニー・グループによって演奏されている。

## トラック・リスト
全作曲: パット・メセニー 、ライル・メイズ。「ジス・イズ・ノット・アメリカ」作詞: デヴィッド・ボウイ
| #         | タイトル | 作詞  | 作曲・編曲 | 時間 |
| --------- | --- | ----- | ---------- | ---- |
| 1.        | 「詩篇121／フライト・オブ・ザ・ファルコン - "Psalm 121/Flight of the Falcon"」                                |       |            | 4:09 |
| 2.        | 「ダルトン・リー - "Daulton Lee"」                                                                            |       |            | 5:59 |
| 3.        | 「クリス - "Chris"」                                                                                          |       |            | 3:21 |
| 4.        | 「ザ・ファルコン - "The Falcon" ※この曲のタイトルは、元から引用符で囲まれている。おそらくこれは誤植ではない」 |       |            | 5:02 |
| 5.        | 「ジス・イズ・ノット・アメリカ - "This Is Not America"」                                                      |       |            | 3:55 |
| 6.        | 「エクステント・オブ・ザ・ライ - "Extent of the Lie"」                                                        |       |            | 4:18 |
| 7.        | 「ザ・レヴェル・オブ・ディセプション - "The Level of Deception"」                                             |       |            | 5:49 |
| 8.        | 「キャプチャー - "Capture"」                                                                                  |       |            | 4:03 |
| 9.        | 「エピローグ（詩篇121） - "Epilogue (Psalm 121)"」                                                            |       |            | 2:16 |
| 合計時間: | 合計時間: | 38:23 |            |      |

## 参加ミュージシャン
- パット・メセニー (Pat Metheny) - アコースティック・ギター、エレクトリック・ギター、ギターシンセサイザー
- ライル・メイズ (Lyle Mays) - ピアノ、シンセサイザー
- スティーヴ・ロドビー (Steve Rodby) - アコースティック・ベース、エレクトリック・ベース
- ポール・ワーティコ (Paul Wertico) - ドラムス、パーカッション
- ペドロ・アスナール (Pedro Aznar) - ボーカル（「ダルトン・リー」「ザ・ファルコン」）
- デヴィッド・ボウイ (David Bowie) - ボーカル（「ジス・イズ・ノット・アメリカ」）
- ナショナル・フィルハーモニック管弦楽団 (National Philharmonic Orchestra) - スティーヴ・ロドビー指揮（「フライト・オブ・ザ・ファルコン」「エクステント・オブ・ザ・ライ」「ザ・レヴェル・オブ・ディセプション」「キャプチャー」）
- アンブロジアン・クワイア (Ambrosian Choir) - John McCarthy指揮（「詩篇121」「エピローグ（詩篇121）」）